# Andrés Guevara
Andrés Guevara  (Villeta, 1904 — Buenos Aires, 1963) foi um chargista ilustrador, pintor e artista gráfico paraguaio. Viveu e trabalhou em três países da América do Sul: Paraguai, Brasil e Argentina.

## Início de carreira
No Paraguai iniciou sua carreira publicando caricaturas nos jornais El Diario e El Liberal, jornais que abriram suas páginas para uma nova geração de artistas que ficou conhecida como "La generación intelectual de 1923", da qual foi contemporâneo o jovem Guevarita.
Ainda em 1923 ganhou como prêmio uma viagem de navio para a Europa mas, na escala no Rio de Janeiro, visitou o embaixador paraguaio e a convite deste resolveu permanecer por alguns dias na cidade. Ele não mais continuaria sua viagem permanecendo no Brasil por vários anos.

## No Brasil
Nesta sua primeira passagem pelo País ficou conhecido principalmente como chargista e ilustrador. Sua carreira no Brasil começou com as colaboraçãoes para A Maçã, entre os anos de 1923 a 1925. Em 2 de janeiro de 1926 o jornalista Mário Rodrigues lança no Rio de Janeiro o jornal A Manhã que conta com a participação de Guevara como chargista e de seu amigo Aparício Torelly, o Barão de Itararé, com uma coluna humorística. A Manhã encerra suas atividades em setembro de 1929 e no mesmo ano Mário Rodrigues lança outro jornal Crítica, no qual Guevara também colabora.
Neste período ele também publicou seus desenhos em Papagaio, O malho, Para Todos, Ilustração Brasileira e O Cruzeiro.
Em 1930 muda-se para a Argentina.

## O "artista gráfico"
Em Buenos Aires, Andrés Guevara foi designer gráfico e ilustrador no diário Crítica e para as revistas Sintonía e Mundo Argentino. A partir desta data passou a ser conhecido principalmente como o "artista gráfico", pois introduziu as modernas técnicas de Diagramação e planejamento gráfico nos jornais por onde passou, criou o projeto gráfico e desenhou o logotipo do jornal Clarín (lançado em 28 de agosto de 1945), em formato tablóide, sendo o primeiro veículo a utilizar este padrão na Argentina.
O jornalista argentino, Guillermo Ares, que trabalhou com Guevara em Crítica, afirma que ele desenvolveu a sua técnica da diagramação durante os anos da segunda guerra mundial. Medindo antecipadamente o tamanho da matéria e planejando graficamente a página o jornal poderia economizar chumbo, zinco e outros materiais racionados por causa do conflito.
Para o Clarín desenhou também a história em quadrinhos "Blanca Nieve y Pio-Pio" com roteiro de Rega Molina que era escrito em versos e contava as aventuras de Blanca Nieve uma menina negra e de Pio-Pio, um garoto branco.
Retorna ao Brasil em 1943 para dirigir a toda a arte da Folha Carioca e passa a colaborar com a Revista da Semana. Após esta breve passagem volta mais uma vez para a Argentina para retornar ao Brasil em 1949 quando repete a parceria com o Barão de Itararé, agora na cidade de São Paulo, com o lançamento do Almanhaque. Em 1950 foi contratado por Samuel Wainer, juntamente com Ricardo Parpagnoli, para implantar o projeto gráfico do seu novo jornal, Última Hora, cujo número 1 circulou dia 12 de junho de 1951 no Rio de Janeiro. Um ano depois foi lançada a edição de Rio grande do sul
Guevara retornou para Buenos Aires e nos últimos anos de sua vida se dedica à pintura mas morre em 1963 antes de organizar seu projeto de expor suas pinturas no Paraguai.